# 2. deild islandzka w piłce nożnej (1991)
Sezon 1991 był 37. sezonem drugiego poziomu ligowego piłki nożnej na Islandii. Pierwsze miejsce zajął zespół Akraness, zdobywając czterdzieści trzy punkty w osiemnastu meczach. Po sezonie awansowały zespoły Akraness i Þór Akureyri, spadły natomiast Haukar oraz Tindastóll.

## Drużyny
Po sezonie 1990 z ligi awansowały zespoły Víðir Garður i Breiðablik, spadły zaś Leiftur oraz KS. Ich miejsce zajęły spadające z 1. deild Þór Akureyri i Akraness oraz awansujące z 3. deild Þróttur Reykjavík i Haukar.
| Uczestnicy poprzedniej edycji                                                                                 | Uczestnicy poprzedniej edycji | Uczestnicy poprzedniej edycji | Uczestnicy poprzedniej edycji |
| --- | ----------------------------- | ----------------------------- | ----------------------------- |
| FYL | Fylkir                        | 3                             |                               |
| ÍRE | ÍR                            | 4                             |                               |
| ÍBK | Keflavík                      | 5                             |                               |
| SEL | Selfoss                       | 6                             |                               |
| TIN | Tindastóll                    | 7                             |                               |
| GRI | Grindavík                     | 8                             |                               |
| Spadek z 1. deild                                                                                             |                               |                               |                               |
| ÞÓR | Þór Akureyri                  | 9                             |                               |
| ÍA | Akraness                      | 10                            |                               |
| Awans z 3. deild                                                                                              |                               |                               |                               |
| ÞRR | Þróttur Reykjavík             | 1                             |                               |
| HAU | Haukar                        | 2                             |                               |
| Oznaczenia: - kolumna pierwsza – skróty nazw drużyn, - kolumna trzecia – miejsce zajęte w poprzednim sezonie. |                               |                               |                               |

## Tabela
| Lp. | Drużyna           | M  | Z  | R | P  | Bramki | Bramki | Różn. | Pkt | Uwagi              |
| --- | ----------------- | -- | -- | - | -- | ------ | ------ | ----- | --- | ------------------ |
| 1   | Akraness (A)      | 18 | 14 | 1 | 3  | 55     | 12     | +43   | 43  | Awans do 1. deild  |
| 2   | Þór Akureyri (A)  | 18 | 11 | 2 | 5  | 38     | 22     | +16   | 35  | Awans do 1. deild  |
| 3   | Keflavík          | 18 | 10 | 4 | 4  | 47     | 22     | +25   | 34  |                    |
| 4   | Grindavík         | 18 | 10 | 3 | 5  | 28     | 17     | +11   | 33  |                    |
| 5   | Þróttur Reykjavík | 18 | 9  | 3 | 6  | 33     | 25     | +8    | 30  |                    |
| 6   | Fylkir            | 18 | 7  | 6 | 5  | 31     | 22     | +9    | 27  |                    |
| 7   | ÍR                | 18 | 8  | 2 | 8  | 43     | 35     | +8    | 26  |                    |
| 8   | Selfoss           | 18 | 5  | 2 | 11 | 23     | 38     | −15   | 17  |                    |
| 9   | Haukar (S)        | 18 | 2  | 2 | 14 | 16     | 67     | −51   | 8   | Spadek do 3. deild |
| 10  | Tindastóll (S)    | 18 | 1  | 1 | 16 | 18     | 72     | −54   | 4   | Spadek do 3. deild |

## Wyniki
| Gospodarz \ Gość  | ÍA  | FYL | GRI | HAU | ÍBK | SEL | TIN | ÍRE | ÞRR | ÞÓR |
| Akraness          |     | 2:0 | 0:1 | 9:0 | 4:1 | 5:0 | 6:0 | 4:0 | 3:2 | 1:0 |
| Fylkir            | 0:0 |     | 0:1 | 8:0 | 1:3 | 2:0 | 3:2 | 1:1 | 0:0 | 1:0 |
| Grindavík         | 1:0 | 1:0 |     | 3:0 | 2:1 | 3:0 | 4:0 | 1:1 | 0:2 | 1:2 |
| Haukar            | 1:4 | 0:2 | 1:1 |     | 0:2 | 0:1 | 4:2 | 1:4 | 1:8 | 3:4 |
| Keflavík          | 0:2 | 1:1 | 2:2 | 5:0 |     | 3:1 | 6:0 | 5:0 | 4:0 | 2:2 |
| Selfoss           | 4:1 | 1:1 | 0:3 | 5:0 | 1:1 |     | 3:1 | 0:4 | 0:1 | 0:1 |
| Tindastóll        | 0:6 | 3:3 | 4:3 | 2:3 | 0:3 | 1:3 |     | 1:7 | 0:2 | 2:5 |
| ÍR                | 0:2 | 3:1 | 3:0 | 3:0 | 3:5 | 7:3 | 2:0 |     | 1:2 | 1:3 |
| Þróttur Reykjavík | 2:4 | 2:3 | 1:0 | 1:1 | 1:2 | 1:0 | 3:0 | 4:3 |     | 0:2 |
| Þór Akureyri      | 0:2 | 2:4 | 0:1 | 3:1 | 2:1 | 3:1 | 6:0 | 2:0 | 1:1 |     |

Źródło:  (ang.)
Objaśnienia:
1Drużyna gospodarzy jest wymieniona po lewej stronie tabeli.
Kolory: zielony – zwycięstwo gospodarzy, żółty – remis, różowy – zwycięstwo gości.

## Najlepsi strzelcy
| Bramki | Strzelcy              | Drużyna           |
| ------ | --------------------- | ----------------- |
| 18     | Arnar Gunnlaugsson    | Akraness          |
| 14     | Tryggvi Gunnarsson    | ÍR                |
| 12     | Kjartan Einarsson     | Keflavík          |
| 11     | Þórður Guðjónsson     | Akraness          |
| 11     | Halldór Áskelsson     | Þór Akureyri      |
| 11     | Goran Kristófer Micic | Þróttur Reykjavík |
| 10     | Einar Þór Daníelsson  | Grindavík         |
| 10     | Júlíus Þór Tryggvason | Þór Akureyri      |
| 9      | Kristinn Tómasson     | Fylkir            |
| 9      | Marko Tanasić         | Keflavík          |